# Коїгі (озера)
Озера Коїгі (ест. Koigi järvestik) — група озер в Естонії, що розташоване на острові Сааремаа. До складу входять такі озера:
- Коїгі-Ярв
- Коїгі-Юммаргуне-Ярв
- Пітк'ярв
- Наїстеярв